# مولد الكيموتربسين

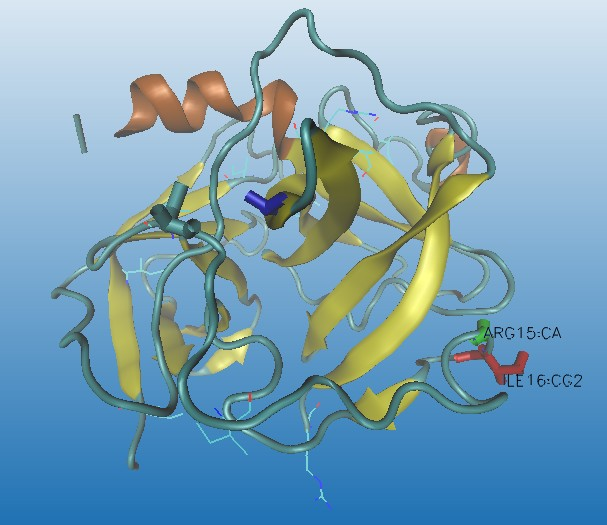

مولد الكيموتربسين هو انزيم محلل للبروتين وطليعة (مولد الإنزيم) لإنزيم الهضم المعروف بالكيموتربسين. وهو سلسلة واحدة من عديد الببتيد تتكون من 245 بقايا الأحماض الأمينية. يتم تصنيعه في خلايا الخلايا العنيبية البنكرياسية وتخزينها داخل حبيبات يحدها غشاء على قمة الخلية العنيبية. ثم يتم تحفيز الخلية إما عن طريق إشارة هرمونية أو حافز عصبي,،ومحتويات الحبيبات تتسرب إلى القناة المؤدية إلى الاثني عشر.

## التنشيط
يجب أن يكون مولد الكيموتربسين غير نشط حتى وصوله إلى الجهاز الهضمي. هذا يمنع تلف البنكرياس أو أي أجهزة أخرى. يتم تنشيطه إلى شكله النشط بواسطة انزيم آخر يسمى التربسين. ويسمى هذا النموذج النشط π-كيموتربسين، ويستخدم لإنشاء ألفا-كيموتربسين. يشطر التربسين الرابطة الببتيد في مولد الكيموتربسين بين أرجينين 15 وآيسولوسين-16. يؤدي ذلك إلى إنشاء اثنين من الببتيدات داخل جزيء π كيموتربسين يعقدان معا عن طريق رابطة ثنائي كبريتيد الكربون . إحدى أفعال π-كيموتربسين على الآخر كسر رابطة ليوسين وسيرين الببتيدية. المنشط π-كيموتربسين يتفاعل مع جزيئات أخرى من π-كيموتربسين ليلتصق بها اثنان من الببتيد الثنائي، وهي: سيرين-14- و أرجينين-15- و ثريونين-147- و أسباراجين -148. هذا التفاعل يعطي ألفا-كيموتربسين.